# 福島正則 (外交官)
福島 正則（ふくしま まさのり、1958年〈昭和33年〉2月24日 - ）は、日本の外交官。北海道根室市出身。2021年（令和3年）3月から2023年（令和5年）まで駐アルメニア特命全権大使。

## 人物・経歴
北海道根室市出身。1983年（昭和58年）上智大学外国語学部ロシア語学科を卒業後、外務省に入省。2005年（平成17年）欧州局ロシア課（ロシア支援室）課長補佐、2007年（平成19年）欧州局ロシア課（ロシア支援室）首席事務官、2010年（平成22年）領事局旅券課 首席事務官、2014年（平成26年）大臣官房在外公館課営繕管理官、2016年（平成28年）在サンクトペテルブルク日本国総領事館総領事、2018年（平成30年）在ハバロフスク日本国総領事館総領事、2021年（令和3年）特命全権大使 アルメニア国駐箚。2023年（令和5年）依願免職。

## 同期
- 相川一俊（23年EU大使・20年イラン大使）
- 相星孝一（21年韓国大使・18年イスラエル大使・14年ASEAN大使）
- 尾池厚之（23年ジュネーブ代表部大使・20年ユネスコ大使）
- 小笠原一郎（19年軍縮会議大使・16年マダガスカル大使）
- 奥山爾朗（22年ヨルダン大使）
- 片山和之（23年日本台湾交流協会台北事務所長・20年ペルー大使）
- 金杉憲治（23年中国大使）
- 杵渕正巳（22年ボスニアヘルツェゴビナ大使・20年東ティモール大使）
- 木村元（20年モザンビーク大使）
- 新美潤（22年OECD大使）
- 丸山則夫（22年アイルランド大使）
- 水内龍太（22年オーストリア大使・20年ザンビア大使）
- 水鳥真美（18年国連事務総長特別代表）
- 道上尚史（23年ブルガリア大使・21年ミクロネシア連邦大使）
- 南博（22年オランダ大使）
- 宮原信孝（18年笹川平和財団研究員）
- 村林弘文（21年在ヒューストン日本国総領事）
- 森健良（21年外務事務次官）
- 山﨑和之（23年国連大使）
- 山田滝雄（20年ベトナム大使・17年ユネスコ大使・10年ASEAN大使）
- 山本広行（23年ベラルーシ大使・20年トルクメニスタン大使）
- 和田充広（21年パキスタン大使）